# Centrolene buckleyi
Espèce
Synonymes
- Hylella buckleyi  Boulenger, 1882
- Hyla purpurea Nieden, 1923
- Centrolenella johnelsi Cochran & Goin, 1970

Statut de conservation UICN

 VU A2a : Vulnérable
Centrolene buckleyi est une espèce d'amphibiens de la famille des Centrolenidae.

## Répartition
Cette espèce se rencontre de 2 100 à 3 300 m d'altitude sur les différentes branche de la cordillère des Andes :
- en Colombie ;
- en Équateur ;
- au Pérou dans la province de Huancabamba dans la région de Piura.

## Description
Le mâle holotype mesure 29 mm.

## Étymologie
Cette espèce est nommée en l'honneur de Clarence Buckley (1839-1889).

## Publication originale
- Boulenger, 1882 : Catalogue of the Batrachia Salientia s. Ecaudata in the collection of the British Museum, ed. 2, p. 1-503 (texte intégral).